# Trimma flammeum
Trimma flammeum är en fiskart som först beskrevs av Smith, 1959.  Trimma flammeum ingår i släktet Trimma och familjen smörbultsfiskar. Inga underarter finns listade i Catalogue of Life.